# Ampere (Unternehmen)
Die Ampere AG ist ein unabhängiger Dienstleister (Energie-Broker) für Energiebezugsmanagement. Sitz des 1998 gegründeten Unternehmens ist Berlin. Die Ampere AG beschäftigt mehr als 80 Mitarbeiter und operiert bundesweit. Zu ihren Kunden zählt das mittelständische Gewerbe des Handels, Handwerks und der produzierenden Industrie. Nach eigenen Angaben betreut das Unternehmen 2021 rund 50.000 Kunden beim Strom- und Erdgasbezug. Das entspricht einem Energievolumen von 2.200 Gigawattstunden pro Jahr.

## Geschichte
Die Ampere AG wurde zeitgleich mit der Liberalisierung des Strommarktes 1998 von den Brüdern Arndt Rottenbacher und Claus Rottenbacher sowie Thomas Heilmann als erster deutscher Energie-Broker gegründet. Sie benannten ihr Unternehmen nach dem französischen Physiker und Mathematiker André-Marie Ampère.
2001 gründete die Ampere AG die österreichische Tochtergesellschaft bestconnect Ampere Strompool GmbH in Klagenfurt am Wörthersee. Diese wurde im Februar 2004 unter der Firmierung bestconnect Unternehmergemeinschaft GmbH autark. Zeitgleich gründete die Ampere AG gemeinsam mit dem Baden-Württembergischen Handwerkstag den ersten Gewerbe-Gaspool Deutschlands – nachdem der erste Gewerbe-Strompool bereits seit 1999 erfolgreich operierte. Zusammen bilden beide Pools bis heute die Energie-Einkaufsgemeinschaft des Handwerks.
Gemeinsam mit Trianel stellte die Ampere AG im Jahr 2002 Eilanträge beim Oberlandesgericht Düsseldorf (OLG), um die Fusion zwischen dem Energieversorger E.ON und dem Essener Gaskonzern Ruhrgas zu stoppen. Grund war eine befürchtete massive Behinderung der Geschäftstätigkeit. Das OLG äußerte Zweifel an der Rechtmäßigkeit der vom Wirtschaftsministerium erteilten Sondergenehmigung, die die Fusion trotz eines Verbots des Bundeskartellamtes billigte. Die Übernahme zog sich daraufhin bis März 2003 hin.
Im Juni 2010 reichte Ampere Musterklage gegen die RWE Vertrieb AG beim Amtsgericht Dortmund ein. Hintergrund war eine überhöhte Abrechnung der Erneuerbaren-Energien-Umlage. Auf den bundesweit einheitlichen Satz von 2,047 ct/kWh hatte der Konzern einen Korrekturbetrag von 0,1 ct/kWh für das Jahr 2008 aufgeschlagen. Laut Ampere ist dies gesetzeswidrig, da das Erneuerbare-Energien-Gesetz für die Nachberechnung eine Frist vorsieht. Diese war am 30. November 2009 abgelaufen. Damit hatte RWE die gesetzliche Frist für die Nachberechnung überschritten. Das Landgericht Dortmund gab der Ampere AG Recht und RWE musste alle Korrekturbeträge zurückzahlen.

## Dienstleistung

### Gewerbekunden
Die Ampere AG organisiert den Energieeinkauf für gewerbliche Strom- und Gaskunden über die Bündelung der Energienachfrage. Hierzu werden Verbrauchsdaten, Leistungswerte, Spannungsebenen und Netzgebiete analysiert. Neben der Vermittlung von Energieverträgen, prüft die Ampere AG die Strom- und Gasrechnungen ihrer Kunden, übernimmt das Wechselmanagement und erstellt Verbrauchsanalysen. Ferner betreut der Energie-Broker das europaweite Ausschreibungsmanagement für öffentliche Liegenschaften und bietet besondere Leistungen für Multisite-Kunden an.

### Energie-Einkaufsgemeinschaften
Neben der Betreuung von Einzelkunden kooperiert die Ampere AG mit Verbänden und Interessensvertretungen für Gewerbetreibende. Darunter auch die Energie-Einkaufsgemeinschaft des Handwerks mit mehr als 9.000 Mitgliedern und der DEHOGA Strom- und Gaspool des Gastgewerbes in Hannover. Für die Mitgliedsunternehmen verhandelt Ampere Rahmenverträge mit den Versorgern. 2018 betreut das Unternehmen deutschlandweit über 80 Energie-Einkaufsgemeinschaften.

### Elektromobilität und Umrüstung Messstellenbetrieb
Im Jahr 2021 erweitert der Energiedienstleister sein Portfolio um zwei neue Services. Digitale Messeinrichtungen oder intelligente Messsysteme ersetzen herkömmliche Stromzähler und dienen zur transparenten Überwachung des Energiekonsums bei Gewerbe und Industrie mit hohen Verbräuchen. Zusätzlich managt die Ampere AG im Bereich Elektromobilität die Bereitstellung von intelligenter Ladeinfrastruktur oder Wallboxen für ihre Kunden.